# Pristimantis polemistes
Pristimantis polemistes là một loài động vật lưỡng cư trong họ Strabomantidae, thuộc bộ Anura. Loài này được Lynch & Ardila-Robayo mô tả khoa học đầu tiên năm 2004.